# Stefano Schiantarelli
Stefano Schiantarelli (Milano, 1º giugno 1891 – ...) è stato un calciatore italiano, di ruolo centrocampista.

## Carriera

### Giocatore
In rossonero gioca solamente tre partite, esordisce il 3 dicembre 1911 in Milan-Andrea Doria 4-0.